# …And You Will Know Us by the Trail of Dead (album)
Albums de …And You Will Know Us by the Trail of Dead
Madonna
(1999)
…And You Will Know Us by the Trail of Dead est le premier album du groupe éponyme …And You Will Know Us by the Trail of Dead, sorti en 1998.

## Liste des titres
| No | Titre                           | Durée |
| -- | ------------------------------- | ----- |
| 1. | Richter Scale Madness           | 3:44  |
| 2. | Novena Without Faith            | 8:24  |
| 3. | Fake Fake Eyes                  | 2:42  |
| 4. | Half Of What                    | 3:06  |
| 5. | Gargoyle Waiting                | 6:50  |
| 6. | Prince With A Thousand Ennemies | 3:58  |
| 7. | Ounce Of Prevention             | 3:17  |
| 8. | When We Begin To Steal…         | 7:46  |

## Crédits
- Richard McIntosh – Photographe
- Dave McNair – Mixage
- Chris Smith – Production
- Mike McCarthy – Ingénieur du son
- Kevin Allen – Production
- Jason Reece – Production
- Conrad Keely – Production, Design de la couverture
- Chris Cline – Production, Edition, Mastering, Mixage